# Hotel & Spa Le Meridien St. Julian
El Hotel & Spa Le Meridien St. Julian se encuentra en la isla de Malta. El hotel fue construido en 2006, en los terrenos de una villa del siglo XIX. Las instalaciones del hotel están situadas al otro lado del paseo marítimo de la bahía de Balluta. El Hotel Le Meridien St. Julians es parte del grupo de Hoteles y Resorts a nivel mundial Starwood, y ofrece un alojamiento de 5 estrellas con 276 habitaciones contemporáneas huéspedes. 